# Walerian Łukasiński

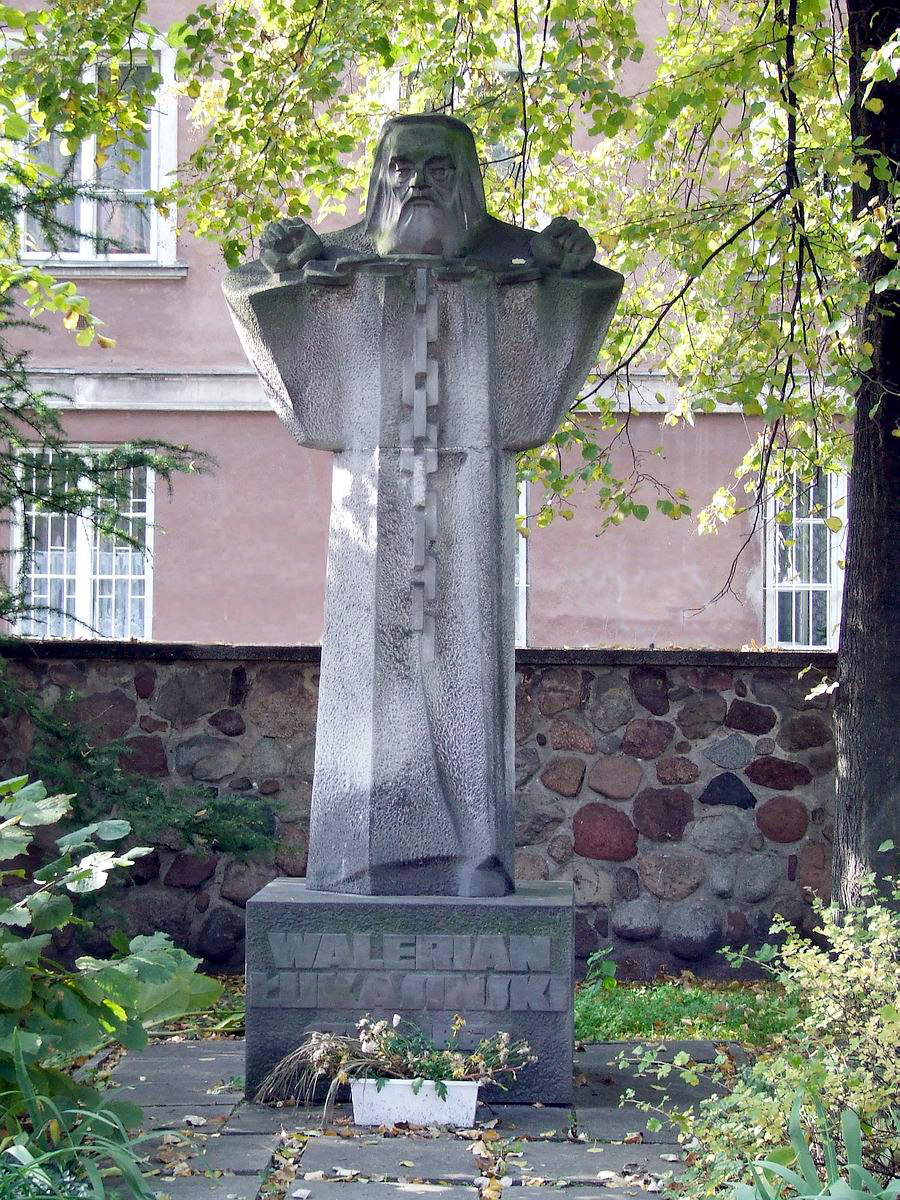
Monument à la mémoire de Walerian Łukasiński, Varsovie

Walerian Łukasiński (en français : Valérien Lukasinski), né le 15 avril 1786 à Varsovie et mort le 27 janvier 1868 à Chlisselbourg en Russie (actuel oblast de Léningrad), est un officier polonais, militant indépendantiste à l'époque de la tutelle russe sur le royaume de Pologne (après 1815).

## Biographie
Il est encore enfant à l'époque des deuxième et troisième partages de la Pologne (1793 et 1795).

### Au service duduché de Varsovie(1807-1815)
Lorsque la Grande Armée occupe Varsovie fin 1806 après la défaite de la Prusse (Iéna), il entre dans les unités polonaises qui sont créées à ce moment et participe à la campagne de 1807 contre la Russie (Eylau, Friedland). 
Il entre dans l'armée du duché de Varsovie après la création de cet État par Napoléon aux traités de Tilsit (juillet 1807). 
Il participe à la campagne de 1809 contre l'Autriche (notamment à Raszyn). 
En 1811, il devient membre d'une loge maçonnique de Lublin « La Liberté retrouvée ». À la fin de 1811, il devient trésorier payeur militaire à Zamość, où il continue d'être franc-maçon (loge « L'Unité »). 
Il ne fait pas la campagne de Russie en 1812, mais réintègre les forces combattantes en 1813, alors que le duché est occupé par l'armée russe. Il est présent à la bataille de Dresde en août 1813, ultime victoire de Napoléon avant la défaite de Leipzig et la campagne de France de 1814.

### Au service du royaume de Pologne (1815-1822)
Comme beaucoup d'officiers polonais de la Grande Armée, après la transformation du duché de Varsovie en royaume de Pologne lors du congrès de Vienne, il intègre son armée, dirigée par le grand-duc Constantin, frère d'Alexandre I, tsar de Russie et roi de Pologne. 
Il y atteint le grade de commandant au sein du 4° Régiment d'infanterie de ligne (mars 1817).
En 1818, il publie un ouvrage intitulé Réflexions d'un officier sur la nécessité d'organiser les Juifs. Son but est d'influencer l'opinion publique (la haute société polonaise) en faveur des opprimés, paysans et Juifs.

### Activités clandestines (1819-1822)
À la suite des tensions apparues dans les années 1816-1818 entre le tsar et les patriotes polonais, il se lance en 1819 dans des activités clandestines, fondant une organisation du nom de « Franc-maçonnerie nationale » (Wolnomularstwo Narodowe), remplacé en 1820 celui de « Société patriotique » (Towarzystwo Patriotyczne), après la sécession des membres de la région de Poznań, relevant du royaume de Prusse (Grand-duché de Posen). 

### L'incarcération (1822-1868)
Il est arrêté en octobre 1822 par la police politique et emprisonné à Varsovie. Le 14 juin 1824, il est condamné à 9 ans de forteresse par la Cour supérieure de guerre (Sąd Wojenny Najwyższy), mais Alexandre réduit cette peine à 7 ans. Dégradé en octobre, il est ensuite incarcéré à Zamosc. En août 1825, il est un des « meneurs » d'une mutinerie de prisonniers et est condamné à mort en septembre, mais de nouveau sa peine est commuée, en 14 ans de prison. Il est ensuite amené à Varsovie et est interrogé lors de l'enquête de 1827 sur les sociétés secrètes.
Durant la session de la Diète de 1830, le député Gustave Malachowski en appelle en sa faveur à la clémence du tsar Nicolas I, mais en vain, si ce n'est un allègement des conditions de détention.
Au début de l'insurrection polonaise de 1830-1831, il est emmené en Russie à la forteresse de Chlisselbourg ; il est maintenu en détention à l'expiration de sa peine et ne bénéficie même pas de l'amnistie de 1856, accordée par Alexandre II y compris aux Décembristes. Ses conditions de détention sont cependant améliorées en 1862, ce qui lui permet d'écrire ses mémoires.
Il meurt après 46 ans de détention, dont 38 à la forteresse de Chlisselbourg. 

## Œuvres
- Walerian Łukasiński, Pamiętnik, édité par Rafał Gerber, Varsovie, PWN, 1960. OCLC 12624727. [Souvenir]
- Anonyme [Walerian Łukasiński], Uwagi pewnego Officera nad uznaną potrzebą urządzenia Żydów w naszym Kraiu, i nad niektóremi pisemkami w tém przedmiocie teraz z druku wyszłemi, Varsovie, 1818. [Réflexions d'un officier sur ... les Juifs...]

## Postérité
Il est très vite devenu un symbole de la résistance polonaise au pouvoir russe et de la lutte pour l'indépendance.
C'est un des personnages de la pièce de Stanislas Wyspianski, Noc listopadowa [La Nuit de novembre].